# Discours client
Le discours client, parfois nommé charte verbale, est la politique de l'entreprise concernant le discours à avoir avec les clients lors de points clefs d'une conversation.

## Au téléphone
Exemples :
- Phrases à prononcer en début et fin de conversation.
- Expressions (ex: voilà...) et mots interdits (ex: problème).
- Expressions obligatoires.

Par téléphone, le discours client a parfois l'inconvénient de donner au client l'impression de discuter avec des robots (lorsqu'il appelle plusieurs fois).
Le respect du discours client est obligatoire dans les services de marketing téléphonique.

## À noter
Le discours du client a comme effet positif de formater, et donc de lisser et d'unifier, le discours face au client. Il a pour inconvénient dans certaines situations (ex: choses interdites à dire, sujets tabous) de faire tourner le client en boucle entre services ou opérateurs, personne n'osant dire les faits ni donner de conseil approprié car les agents risquent de perdre leur place.
Il arrive ainsi (chez les fournisseurs d'accès à Internet (FAI) par exemple) que les clients piquent des crises de nerfs au téléphone.
La mise en place d'un discours client permet de contrôler qualitativement la communication externe d'une société et de l'adapter aux besoins du client en posant les bonnes questions pour cerner sa demande. Car par voie téléphonique, le client peut se sentir désorienté, il n'y a pas de logo, de couleur, d'uniforme, d'enseigne qui lui permette de s'assurer qu'il est face au bon interlocuteur. Un bon discours client lui permet rapidement et efficacement de dissiper ses doutes. L'objectif étant d'apporter la solution, le plus vite possible (rapport lié aux contraintes efficacité/productivité/service apporté)